# جغرافیای فرانسه

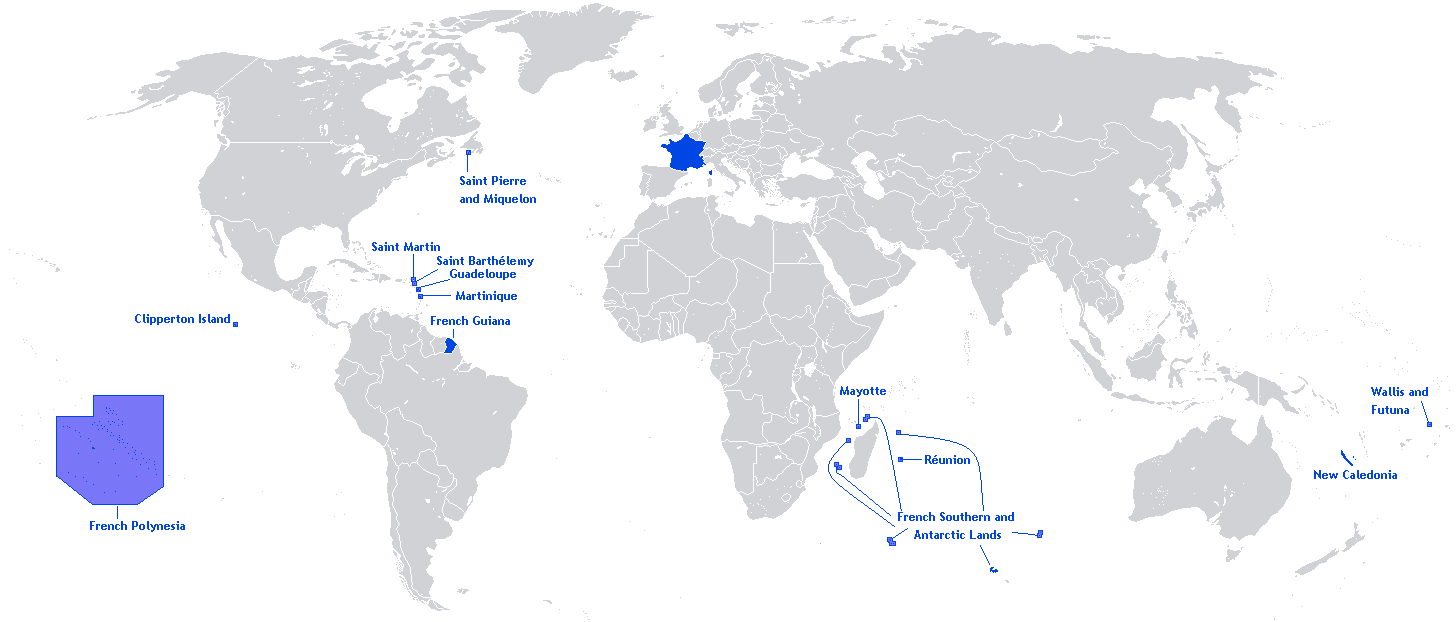
شهرستان‌ها و سرزمین‌های ماورای دریاهای فرانسه

مستملکات فرانسه در اقیانوس هند و جنوبگان

فرانسه کشوری‌ست که عمدتاً در اروپای غربی واقع شده است ولی قسمت‌هایی از آن نیز در آمریکای جنوبی، کارائیب و اقیانوس هند واقع شده است. در اروپا فرانسه با اقیانوس اطلس و دریای مدیترانه هم‌مرز می‌باشد در غرب آن خلیج بیسکای و در شمال آن کانال مانش واقع شده است.
مساحت کشور فرانسه برابر با ۵۵۰٬۰۰۰ کیلومتر مربع بوده و وسیع‌ترین کشور اروپای غربی است (یک‌سوم وسعت ایران) و منطقهٔ دریایی گسترده‌ای را در اختیار دارد. سطح فرانسه شبیه به یک شش‌ضلعی است. بر اساس آخرین تقسیمات کشوری فرانسه به ۲۲ ناحیه تقسیم شده است و از ۹۶ شهرستان (یا دپارتمان) تشکیل گردیده که زیر نظر دولت مرکزی اداره شده و تحت نظارت شورای انتخابی محلی فعالیت می‌نمایند. هر ناحیه به کانتون‌ها و بخش‌هایی تقسیم شده و هر بخش از شورای شهر و شهردار ویژهٔ خود برخوردار می‌باشد.

## شهرهای اصلی

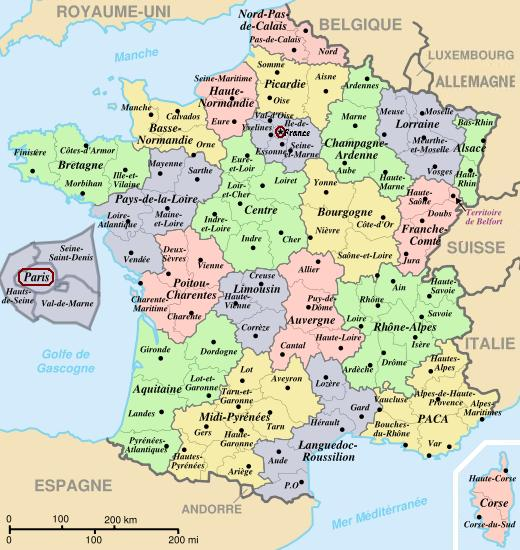
نقشه جغرافیای سیاسی فرانسه همراه با ۲۲ ناحیه و ۹۶ شهرستان

- بردو
- مارسی
- لیل
- لیون
- مونپلیه
- استراسبورگ
- نانت
- نانسی
- نیس
- استراسبورگ
- تولوز
- گرونوبل

## آب و هوا

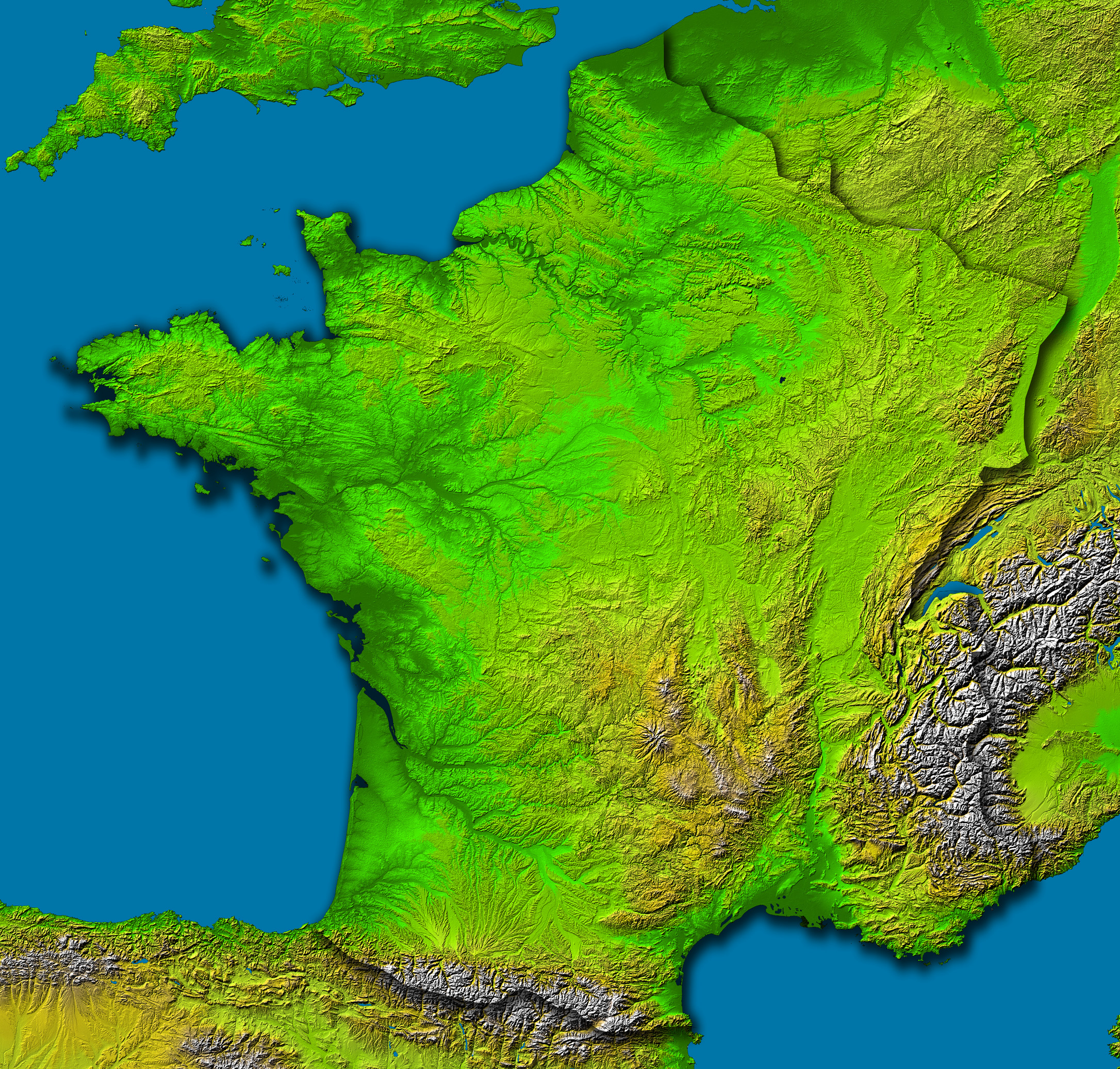
تصویر ماهواره‌ای ناسا از فرانسه

فرانسه از آب و هوایی معتدل و چهار فصل برخوردار است که بر حسب نواحی کمی متفاوتند:
- برتانی و نورماندی: آب و هوای اقیانوسی مرطوب

اکیتن: آب و هوای اقیانوسی و مدیترانه‌ای
شرق و شمال غرب: آب و هوای نیمه‌قاره‌ای زمستان سرد و برفی:
جنوب: آب و هوای مدیترانه‌ای

## محیط زیست
مناطق کشاورزی و جنگل ۴۸ میلیون هکتار یعنی ۸۲ درصد فرانسه اروپایی را می‌پوشاند. پوشش جنگلی به تنهایی ۲۷ درصد کشور را در بر می‌گیرد و بعد از سوئد و فنلاند سومین پوشش را در اتحادیه اروپا تشکیل می‌دهد. در حالی که ۱۳۶ نوع درخت در فرانسه شناخته شده است که در یک کشور اروپایی امری استثنایی محسوب می‌شود.

## زمین‌شناسی